# Rezerwat specjalny Kalambatritra
Kalambatritra – rezerwat specjalny położony w południowo-wschodniej części Madagaskaru, w regionach Anosy oraz Ihorombe. Zajmuje powierzchnię 28 255 ha.
Położony jest 55 km na wschód od Betroka. W odległości 20 km od rezerwatu znajduje się Park Narodowy Midongy du Sud.
Średnia roczna temperatura wynosi 21,9 °C. W rezerwacie płynie wiele strumieni, które później tworzą 3 główne rzeki: Ihosy, Ivahona oraz Manambola.
W rezerwacie zinwentaryzowano 699 gatunków roślin w obrębie 342 rodzajów i 102 rodzin. 2 rodziny są endemiczne: Torricelliaceae (między innymi gatunek Melanophylla alnifolia) oraz Sarcolaenaceae (można wyróżnić gatunek Leptolaena pauciflora). Natomiast na 342 rodzajów, 29 jest endemicznych dla Madagaskaru.
W rezerwacie zaobserwowano 72 gatunków ptaków, z których 68% jest endemicznych dla Madagaskaru, a 16% dla rezerwatu i okolicy.
Ponadto w rezerwacie występują takie gatunki lemurów jak Eulemur collaris, Hapalemur griseus, Lepilemur mustelinus, lemur wełnisty, czy gatunki rodzajów Microcebus, i Cheirogaleus. Oprócz tego żyją tu takie ssaki jak Eliurus majori, czy Microgale principula, które są zagrożone.

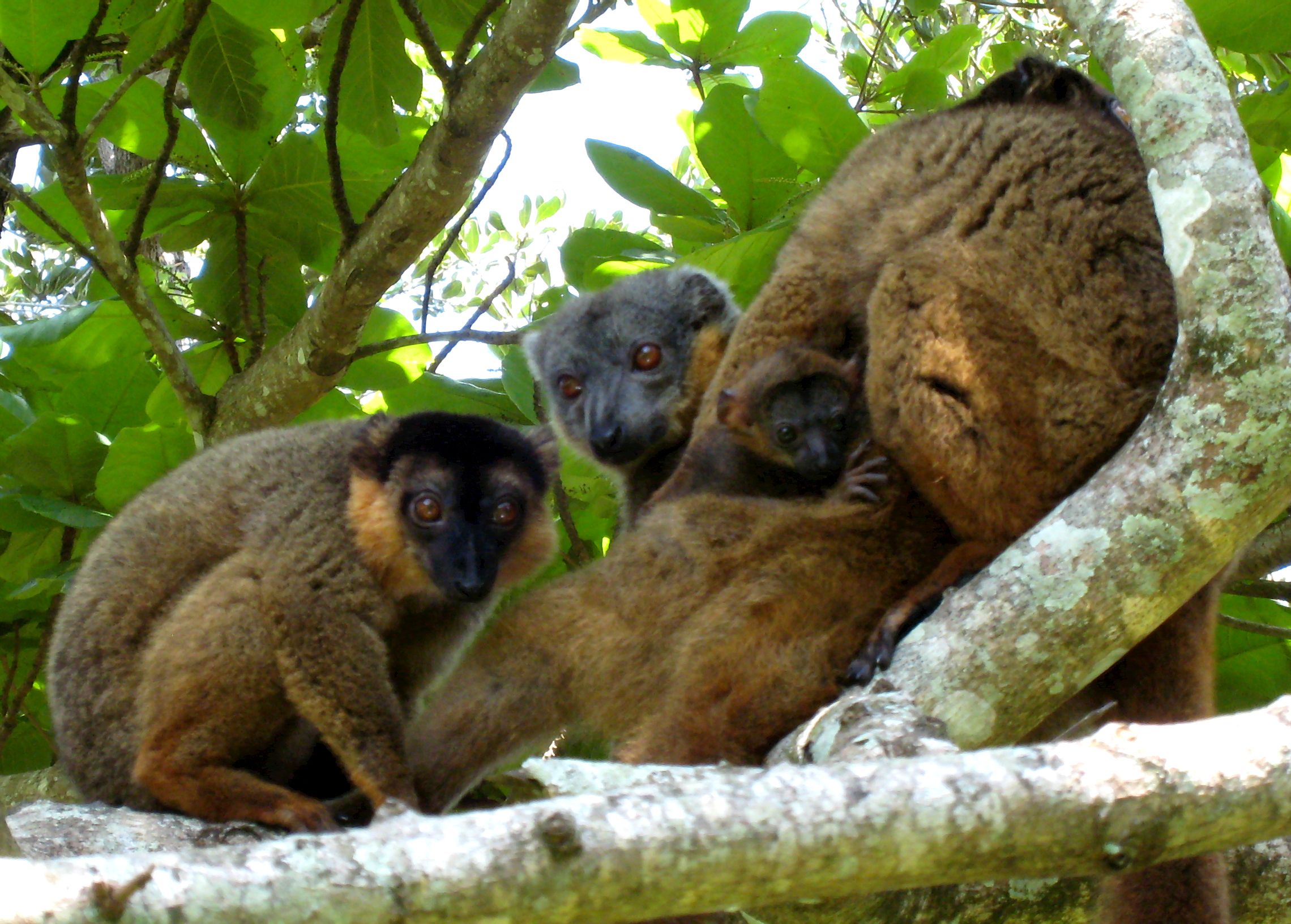
Eulemur collaris
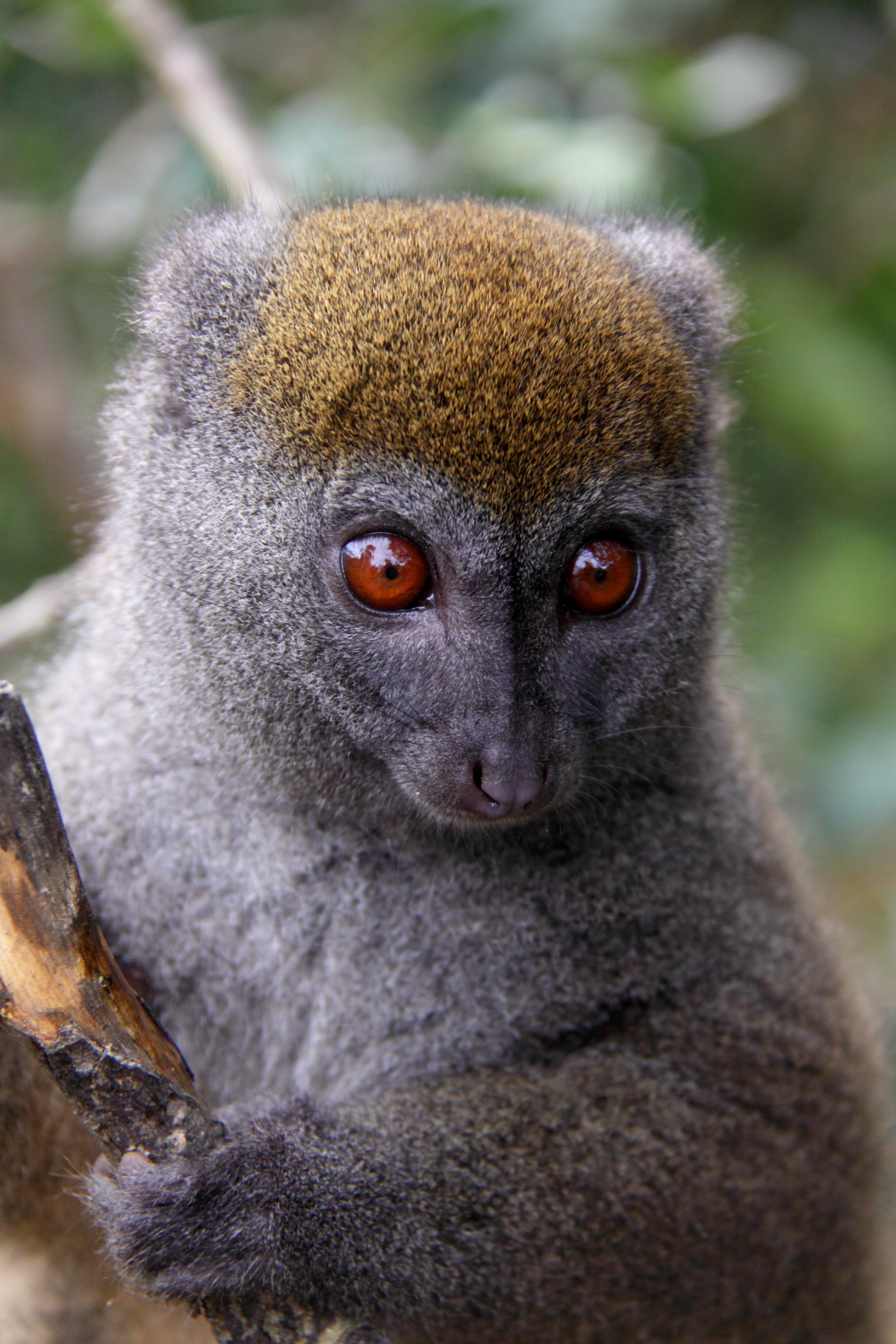
Hapalemur griseus
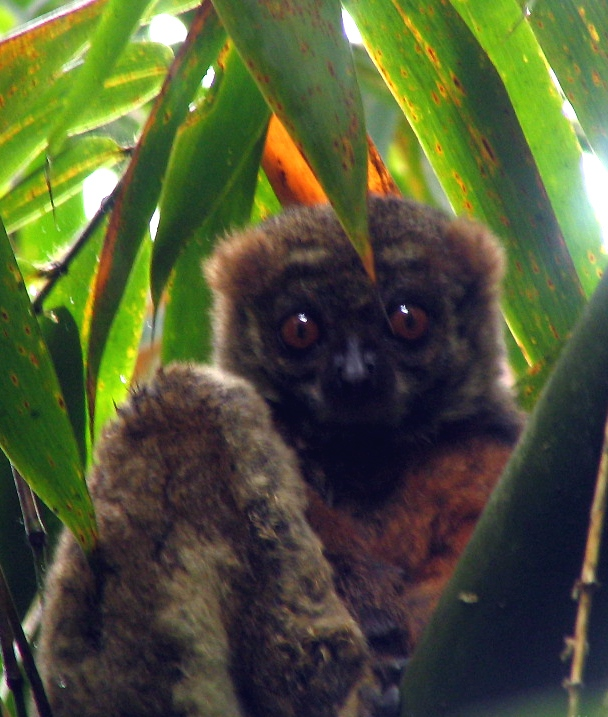
Lemur wełnisty